# Mono (band)
Mono is een postrockband uit Tokio. Mono maakt instrumentale muziek in een soortgelijke stijl als Mogwai, Explosions in the Sky en Godspeed You! Black Emperor. Ze staan vooral bekend om hun expressieve liveshows en complexe gitaarwerk.

## Bezetting

### Huidige bezetting
- Takaakira "Taka" Goto – gitaar
- Hideki "Yoda" Suematsu – gitaar
- Tamaki Kunishi – basgitaar
- Dahm Majuri Cipolla – drumstel

## Discografie
- Hey, You (ep, 2000)
- Under the Pipal Tree (2001)
- One Step More and You Die (2002)
- New York Soundtracks (remixalbum van One Step More and You Die, 2004)
- Walking cloud and deep red sky, Flag fluttered and the sun shined (2004)
- MONO / PELICAN (split-lp met Pelican, 2005)
- Palmless Prayer / Mass Murder Refrain (samenwerking met World's End Girlfriend), 2005)
- You Are There (2006)
- Hymn To The Immortal Wind (2009)
- For My Parents (2012)
- The Last Dawn (2014)
- Rays of Darkness (2014)
- Requiem for Hell (2016)
- Nowhere Now Here (2019)
- Pilgrimage of the Soul (2021)
- Oath (2024)